# 廣田龍人
廣田 龍人（ひろたりゅうじん、1951年2月3日 - ）はジョン・レノンを始めとする様々な洋楽のアーティストのカバーを中心に活動するミュージシャン。別名リッキー廣田。

## 来歴
広島県出身。1973年、オフコースに加入する前の清水仁らとともにザ・バッド・ボーイズ (THE BAD BOYS) として東芝EMIよりデビュー。アルバム1枚（『MEET THE BADBOYS』）とシングル2枚（「ビートルズが教えてくれた」（吉田拓郎作曲）、「僕と踊ろう」）を発表した。また、ビートルズのコピーバンドとして知られ、1974年には全国放送のテレビ番組『題名のない音楽会』への出演を果たし、同年イギリスのロックバンドであるスレイドが来日した際にはそのオープニングアクトを務めた。
THE BAD BOYS解散後の1977年、RICKY & REVOLVERを結成。このグループの結成には、小林武史も参加した（1984年脱退）。2019年現在も音楽活動を続け、全国を飛び回りビートルズ関係の曲だけを歌うライブを続けている。
毎年3月頃に、東京都内で開催される「Dear BEATLES」には、毎年参加している。

## 引用
1. 1 2  イエロードラゴン - 廣田 龍人（リッキー）のホームページ - プロフィール
2. ↑  中日新聞（2014年7月9日）
3. ↑  Ricky's Wonderful World
4. ↑  K-LICKS
5. ↑  イエロードラゴン - 廣田　龍人（リッキー）のホームページ - スケジュール